# Juan Antonio Samaranch
Juan Antonio Samaranch y Torelló, 1st Marquis of Samaranch (Catalan pronunciation: [ˈʒwan antɔˈnjɔ samaˈɾaŋk]; 17 tháng 7 năm 1920 – 21 tháng 4 năm 2010), là một nhà quản lý thể thao người Tây Ban Nha. Ông là chủ tịch thứ 7 của Ủy ban Olympic Quốc tế (IOC) từ 1980 tới 2001. Quãng thời gian Samaranch đương chức dài thứ hai ở vị trí người đứng đầu của IOC, chỉ sau Pierre de Coubertin (29 năm).

## Tuổi thơ
Samaranch được sinh ra trong một gia đình giàu có ở Barcelona. Ông học tại trường Thụy Sĩ ở địa phương và tại German School of Barcelona. Khi còn là một đứa trẻ, ông là một cầu thủ khúc côn cầu nhiệt tình. Trong thời gian nội chiến Tây Ban Nha, 
ông nhập ngũ vào lực lượng Đệ nhị Cộng hòa Tây Ban Nha năm 1938, ở tuổi 18, để phục vụ như là một người giữ trật tự y tế. Tuy nhiên, ông đã phản đối chính trị đối với nền Cộng hoà, và đã trốn sang Pháp. Ông nhanh chóng trở lại Nationalist Spain dưới quyền của Francisco Franco và ghi danh trong phong trào phát xít Tây Ban Nha Falange.

## Giải thưởng
- Grand Cross of the Order of Civil Merit (Spain, ngày 1 tháng 4 năm 1959)[6]
- Grand Cross of the Order of Cisneros (Spain, ngày 1 tháng 10 năm 1968)[7]
- Commander with Star of the Order of Merit of the Republic of Poland (Poland, 1994)
- Grand Gold Medal with Star for Services to the Republic of Austria (Austria, 1994)[8]
- Grand Cross of the Order of Charles III (Spain, ngày 20 tháng 10 năm 1980)[9]
- Order of the Yugoslav Flag with Sash (Yugoslavia, ngày 9 tháng 1 năm 1984)
- Gold Medal of the Generalitat de Catalunya (1985)
- Order of Friendship of Peoples (Soviet Union, 1994)
- Order of the Cross of Terra Mariana, First Class (Estonia, 2003)
- Grand Cross of the Royal Order of Sports Merit (Spain, ngày 5 tháng 12 năm 1986)[10]
- Grand Cross of the Order of Isabella the Catholic (Spain, ngày 29 tháng 9 năm 1975)[11]
- Collar of the Order of Isabella the Catholic (Spain, ngày 31 tháng 3 năm 2000)[12]
- Grand Cross of the Grand Order of King Tomislav ("Juan Antonio Samaranch, president of the International Olympic Committee, which included the Croatian Olympic sport in the great community of the Olympic movement worldwide, contributing to the international recognition of sovereign and independent Republic of Croatia. Its merit is that it has enabled the Croatian athletes for the first time in history to use their national symbols in the Olympics in Albertville and Barcelona, and are thus permanently incorporated in the global Olympic family. Another exception is the act have included the Republic of Croatia in the International Olympic Committee before it was invited as a member of the United Nations." – ngày 26 tháng 8 năm 1993)[13]
- Order of the Golden Fleece (Georgia, 2001)
- Grand Cross of the Ancient Order of Sikatuna (Philippines, ngày 11 tháng 4 năm 2001)[14]
- Grand Cross of the Order of the Lithuanian Grand Duke Gediminas (Lithuania, ngày 4 tháng 4 năm 1994)
- Order of the Republic (Moldova, ngày 14 tháng 5 năm 1999)
- Order of Honour (Russia, ngày 25 tháng 6 năm 2001)
- Order of the White Double Cross, 1st Class (Slovakia, 2000)[15]
- Order of Prince Yaroslav the Wise Third class (Ukraine, ngày 21 tháng 5 năm 2005)
- Grand Officer of the Order of Merit of the Italian Republic (Italy, ngày 2 tháng 6 năm 1971)[16]
- Grand Cross of the Order of Merit of the Italian Republic (Italy, ngày 27 tháng 1 năm 1981)[17]
- In 1982 he was awarded the Cup Stadium for the promotion of Spanish sport.
- In 1985 he received the Gold Medal of the Generalitat of Catalonia.
- In 1988 he was awarded the Prince of Asturias Award for Sports and the Peace Prize awarded by South Korea.
- Member of the Académie Française des Sports.
- In 1986 he was named president of the credit institution La Caixa, which was already a member advisor since 1984.
- In 1991 he was awarded the noble title of Marquis of Samaranch.
- Doctor Honoris Causa by the University of Alicante (1992), University of Granada (1997), Universidad Camilo José Cela (2002), University of Huelva (2003) and Universidad Europea de Madrid (2009).
- Honorary Member of the Club de Santander Palomar.